# Юзеф Дубінський
Юзеф Антоні Дубінський (нар. 5 грудня 1945 року в Устьє Сольне) — польський науковець з технічних наук, спеціалізується на геофізиці та гірничій геомеханіці, а також гірничих технологіях.

## Життєпис
У 1969 році закінчив Гірничо-металургійну академію імені Станіслава Сташиця. У 1971 році працював асистентом у Центральному гірничому інституті. У 1978 році захистив докторський ступінь, а в 1990 році — постдокторський, захистивши дисертацію на тему «Сейсмічний метод прогнозної оцінки небезпеки гірничих поштовхів у шахтах з видобутку кам'яного вугілля». У 1995 році отримав звання професора технічних наук.
20 вересня 2001 року обійняв посаду директора Центрального гірничого інституту (очолював його до 2015 року). Також отримав посаду професора на цьому підрозділі. У 2007 році йому було присвоєно звання члена-кореспондента Польської академії наук, а у 2019 році він став дійсним членом цієї установи. Він також став віце-президентом відділення PAN у Катовіце, членом Комітету PAN з енергетичних проблем, віце-головою Комітету PAN з гірничої справи, членом Комісії технічних наук Польської академії наук і мистецтв і членом Головної ради науково-дослідних інститутів. Він є членом Інженерної академії Польщі.
Юзеф Дубінський — один з авторів української Гірничої енциклопедії.